# Oenothalia vestita
Oenothalia vestita là một loài bướm đêm trong họ Geometridae.